# 来馬温泉
来馬温泉（くるまおんせん）は、長野県北安曇郡小谷村北小谷の来馬地区にある温泉である。

## 概要
古くから湯治場として、また武田信玄の隠し湯としても知られていた。1968年（昭和43年）に土沢の中州で来馬の山田国貞によるボーリング調査により発見された（当時の湯温は40℃）。まだボーリング技術の低い時代に試行錯誤を繰り返しながら工事を進め、川水の浸透を止め、揚湯穴の漏水防止に小豆を使用し、その膨張によって目詰まりさせて揚湯したという苦労話もある。
川の中に湧出しているため、増水による雪崩による被害が考えられ、下流の集落まで1.5km引湯するのに多額の投資をした。しかし、その後地域住民が福祉に役立ててほしいという本人からの要望があり、1978年（昭和53年）に村により自然休養村として生活改善センターと宿泊棟『風吹荘』を建設し、開発公社が運営に当たった。この時、来馬地域では多額の資金援助をしている。この当時は1,500mほど離れた沢を掘削し、29.2度の単純温泉を引き湯していた。しかし1995年（平成7年）7月11日の7.11水害により施設が損壊したため、翌1996年（平成8年）に掘削し直し、1997年12月17日に復旧して今日に至っている。また、この時に道の駅おたりに同時に温泉を引いている。
以前は小谷村営であったが、赤字のため地元民によって運営している。雨飾山への登山客にも利用されている。

## 泉質
- ナトリウム・マグネシウム・カルシウムー炭酸水素塩泉・塩化物温泉（中性低張性高温泉）[7]
- 泉温は56.2℃[1]（43℃の源泉を加温[8]）
- 源泉のpH値は6.6の弱アルカリ性[1]

神経痛、筋肉痛、関節痛、慢性消化器病、慢性皮膚病、慢性婦人病、高血圧、リウマチなどに効能がある（いずれも効能はその効果を万人に保証するものではない）。
飲泉は不可である。

## 温泉街
一軒宿の『風吹荘』のみが存在する（鉄筋2階建て、客室4室、16名収容）。土曜日・日曜日・GW中のみ営業で、12時から17時までは日帰り入浴も可能。内湯のみで、源泉かけ流しである。浴室の床は温泉の成分で赤く染まっている。

## 交通アクセス
- JR西日本大糸線北小谷駅下車、徒歩8 - 10分[7][6][8]。
- 国道148号・道の駅小谷から車で約1分[7]。